# Дивљи свијет
Дивљи свијет се традиционално односи на неприпитомљене животињске врсте, али укључује и све биљке, гљиве и остале организме која расту или обитавају у дивљини на простору на коме нема људи.
Дивљи свијет се може пронаћи у свим екосистемима. Пустиње, шуме, кишне шуме, равнице, травњаци и друга подручја која укључују најразвијенија урбана подручја, имају различите облике дивљег свијета. Иако израз у популарној култури обично односи на животиње које нису била под утицајем људског фактора, већина научника се да на дивљи свијет утичу људске активности.
Људи су историјски гледано настојали да раздвоје цивилизацију од дивљег свијета на више начина, укључујући правни, морални и социјални смисао. Неке животиње су се прилагодиле приградског средини. У те животиње се убрајају домаће мачке, пси, мишеви и скочимишеви. Неке религије су прогласиле одређене животињске врсте светим, а у новије вријеме забринутост за животну средину изазвала је активисте да протествују против експлоатације дивљих животиња за људску корист или забаву.
Према подацима Свјетског фонда за дивље животиње, свјетска популација дивљих животиња је смањена на 52% у раздобљу од 1970. до 2014. године.